# Trojni dvojček
Trojni dvojček je košarkarski dosežek, kjer igralec na eni tekmi doseže dvomestno število v treh od naslednjih petih prvin: točke, skoki, asistence, ukradene žoge in blokade. Največkrat se doseže s točkami, skoki in asistencami.
Igralec z največ trojnimi dvojčki v zgodovini lige NBA je Oscar Robertson, ki jih je v karieri dosegel 181. Robertson je tudi edini igralec, ki je kdajkoli imel povprečje trojnega dvojčka.